# Mamá y papá

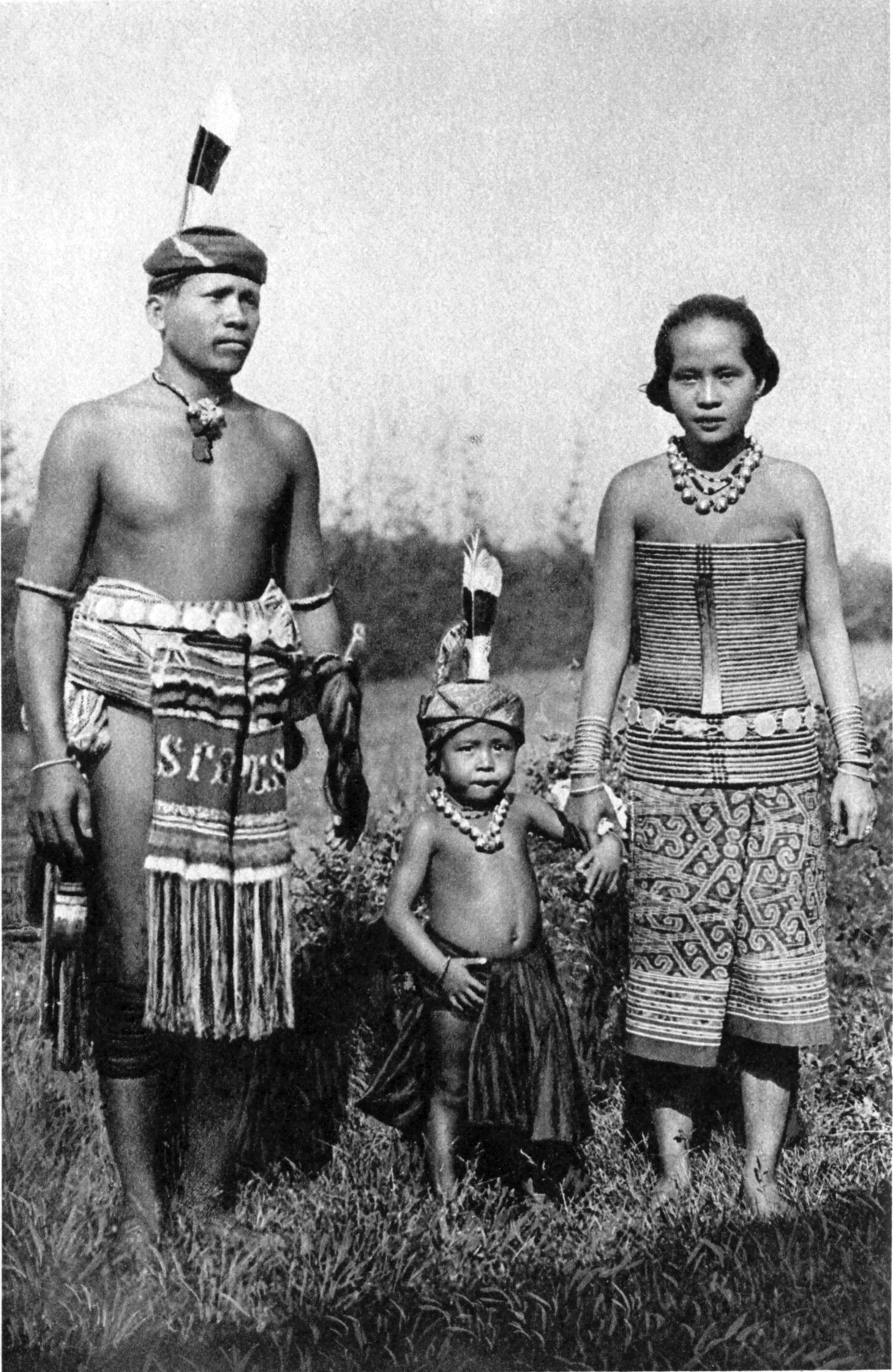
En el idioma maláyico iban, papá equivale a apai, abá o apá.

En la lingüística, los términos mamá y papá (mama/papa) se refieren a la secuencia de sonidos /ma/, /mama/ y otros similares, conocidos por corresponderse a las palabras para madre y padre en la mayoría de los idiomas del mundo.
El estudio de este fenómeno lingüístico se inició en 1952, cuando Morris Michael Lewis señaló que es común que, para nombrar a la madre, se use frecuentemente el sonido 'm', mientras que, para el padre, son comunes los sonidos 'b', 't' y 'd'. En 1959, el antropólogo George Peter Murdock advirtió que solo hay dos palabras que son iguales o muy parecidas en casi todas las lenguas del mundo: 'mamá' y 'papá': realizó una investigación, en la que recopiló 1072 términos y dejó a la comunidad lingüística la determinación de las conclusiones pertinentes. Murdock encontró en su recopilación que, para 'mamá', en el 85 % de los casos predominan las nasales, y que solo en el 1,1 por ciento hay consonantes agrupadas, porque en la mayoría aparece la combinación consonante-vocal (como en el habla del bebé), de tal manera que, en la equivalencia para 'madre', predominan las consonantes nasales y la vocal /a/ , como en /mama/, /nana/ y sus derivados; en cambio, en 'padre' son frecuentes las consonantes oclusivas, como se ve en /papa/, /baba/, /tata/, /dada/ y similares.

## Teoría poligenética
Muchos sostienen que los términos de parentesco mamá y papá corresponden a un caso especial de falsos cognados. Las similitudes interlingüísticas de estos términos se cree que provienen de la propia naturaleza de la adquisición del lenguaje. De entre los balbuceos de un bebé aprendiendo a hablar, estas suelen ser las primeras palabras identificadas, y los padres tienden a asociar estos sonidos de sus hijos con ellos mismos. De este modo, no habría necesidad de atribuir a un ancestro común las similitudes entre el ba !kung, abba arameo, bàba mandarín, baba persa, y papa francés (todos singnifican "padre"); o el amá navajo, māma mandarín, mama suajili, mama quechua, y mama inglés (todos "madre").
Ya en 1922, Otto Jespersen sostuvo que es natural que una madre se sienta llamada al escuchar los sonidos "ma-ma" como parte de los primeros balbuceos de su bebé. Como consecuencia del trabajo de Murdock, el lingüista Roman Jakobson (1962) concluye que estas palabras habrían surgido del habla de los bebés o balbuceo infantil en interacción con el habla de sus padres, en donde los adultos adaptan su lenguaje al de los niños; lo que Jakobson llama "formas de guardería" (nursery forms): de una forma infantil como 'mamá' derivan palabras como madre o maternal. Detrás de esto hay motivos fonológicos, pues estos términos se construyen a partir de los fonemas más sencillos de producir, propios del habla temprana del niño, como son las bilabiales m (nasal bilabial), p (oclusiva bilabial sorda) y b (oclusiva bilabial sonora), además de la vocal abierta a (vocal abierta anterior no redondeada), sonidos en los cuales se presenta la mayor relajación de labios y lengua, y son los que mejor se adaptan a la impericia del hablante novel. 
Con frecuencia el bebé aprende primero a decir "mamá", según Jakobson hay una relación con el murmullo materno mmm... y la necesidad de alimentarse mediante la lactancia.

## Teoría monogenética
Por otro lado, algunos sostienen que estas palabras serían cognados que probarían el origen común de las lenguas a partir de un idioma protosapiens. Se ha encontrado por ejemplo, que de mil idiomas estudiados, el 71 % de los casos, "papa" significa padre o un pariente masculino del lado del padre. Estas palabras tienen gran cualidad de permanecer inalterables, por ejemplo, desde el antiguo chino, las formas ma y pa se conservan exactas en todos sus dialectos actuales y a lo largo de 3000 años.
Según los investigadores Pierre Bancel y Alain de L'Étang (2013), mama/papa tendrían un origen en un idioma ancestral protosapiens, con una antigüedad entre 50.000 y 100.000 años, y del cual provendría todas las lenguas del mundoː Esto se debe a que consideran que la evidencia histórica muestra una correlación con las familias lingüísticas con una influencia mínima de préstamos. Es así que podemos encontrar que mama es frecuente en familias tan distantes como la indoeuropea, la sino-tibetana o la nigero-congoleña, presentándose variantes: por ejemplo, en la familia drávida, donde la palabra frecuente para madre es ama, en la urálica ema, túrquica ana, tungús eni, austronesia ina, austroasiática me, esquimo-aleuta ana y na-dené amá. 
La monogénesis lingüística se apoya también en la monogénesis biológica del ser humano, debido a la profusa evidencia que sostiene que el origen de los humanos modernos se dio en el África subsahariana. Así pues, se puede observar que para papá o padre, es muy común el uso de la palabra baba en las familias nigero-congoleña, nilo-sahariana y joisán. Por otro lado la palabra frecuente para otras familias como la afroasiática es aba, para la indoeuropea y sino-tibetana papa, drávida apa, túrquica ata, mongólica etseg, norcaucásica dada, tai-kadai pho, na-dené atá y en la macrofamilia amerindia tata. En ocasiones se produce un fenómeno inverso, como en la familia austronesia, donde padre frecuentemente es ama, aunque en este caso también es común la forma oclusiva bapa.
A continuación, 'mamá' y 'papá' en diferentes lenguas:

## Lenguas europeas

### Lenguas indoeuropeas
En las lenguas indoeuropeas la palabra para 'papá' más frecuente es papa, pero también es común tata en lenguas y dialectos romances, celtas, bálticos, eslavos y germánicos. Es posible que se trate de antiguos sinónimos y que en protoindoeuropeo corresponda a *appās y *tātā.
| Idioma         | mamá                     | papá                    |
| -------------- | ------------------------ | ----------------------- |
| albanés        | nënë, mama               | baba                    |
| alemán         | Mama                     | Papa                    |
| alemán suizo   | Mami                     | Fader                   |
| bielorruso     | мама (mama)              | tata / papa             |
| bretón         | mamm                     | tad / tadig             |
| búlgaro        | мама (mama)              | tatko                   |
| catalán        | mamà / mama              | papa / papà             |
| checo          | maminka                  | táta                    |
| croata         | mama                     | tata                    |
| danés          | mor                      | far                     |
| español        | mamá                     | papá                    |
| feroés         | mamma                    | pápi / babba            |
| francés        | maman                    | papa                    |
| frisio         | mem                      | heit                    |
| friulano       | mame                     | pari                    |
| galés          | mam                      | tad                     |
| gallego        | mamá                     | pai / papá              |
| griego         | μαμά (mamá)              | μπαμπάς (babás)         |
| griego clásico | mammé / amma             | pappas                  |
| holandés       | mama / mam               | pa / pappa              |
| inglés         | mom / mum / mama / momma | dad / daddy / pa / papa |
| irlandés       | mamaí                    | daid / daidí            |
| islandés       | mamma                    | pabbi                   |
| italiano       | mamma                    | babbo / papà            |
| latín          | mamma                    | tata / papa             |
| lituano        | mama                     | tėtis                   |
| noruego        | mamma                    | pappa                   |
| polaco         | mama                     | tata                    |
| portugués      | mãe / mamãe / mamã       | papai / pai             |
| romaní         | mama / daj               | dad                     |
| rumano         | mama / mamă              | tată / tata             |
| ruso           | мама (mama)              | папа (papa)             |
| serbio         | mama                     | tata                    |
| sueco          | mamma                    | pappa                   |
| ucraniano      | мама (mama)              | tato                    |

En el idioma protoindoeuropeo, *mātēr (o < *méh₂tēr) significaba "madre" y *patēr (< *ph₂tḗr) significaba "padre", *appa- era "papá", una palabra infantil para "padre". 
En inglés, dad/daddy viene del inglés medio dadd/dadde, que a su vez tiene un origen incierto, pues se cree que podría venir del balbuceo infantil da-da, aunque parece más probable que provenga del sustrato celta, pues en irlandés antiguo era data, o tal vez del inglés antiguo *ætta/*atta.
En ruso tenemos ʌtjets (padre), papa (papá), djadja (tío), deda (abuelo) y baba (abuela), aunque los dos últimos pueden representar balbuceos infantiles (baba es también "mujer" en argot, y una palabra folclórica para una mujer casada con un hijo nacido). En griego, babas es considerado un préstamo del turco desde tiempos de la dominación otomana osmanlí.

### Lenguas urálicas
| húngaro | anyu, anya                | apu, apa          |
| finés   | äiti (emä es un arcaísmo) | isä / isi / iskä  |
| estonio | ema                       | isa / issi / taat |
| mari    | ава (ava)                 | ача (acha)        |

Para el proto-urálico se ha reconstruido *emä 'madre'  y *ićä 'padre'.

### Euskera
| vasco | ama | aita |

## Lenguas caucásicas
Lenguas kartvelianas o caucásicas meridionales: 
En georgiano, დედა (deda) es "mamá" o "madre"; estos idiomas se caracterizan por tener estas palabras "al revés" comparado con las demás lenguas, pues "padre" es მამა (mama), mientras que პაპა (papa) significa "abuelo".
| georgiano  | deda | mama |
| megreliano | dida | muma |

Lenguas norcaucásicas o caucásicas septentrionales: 
| cabardiano | анэ (ané)   | адэ (adé)          |
| checheno   | нана (nana) | да (da / dada)     |
| avar       | baba, ébel  | émen, dada, betler |

## Lenguas de África
Lenguas afroasiáticas
| amárico   | እማማ (imama) | አባዬ (ābayē)                    |
| hausa     | uwa         | baba                           |
| oromo     | haadha      | abbaa                          |
| tamazight | ⵢⵎⴰ (yema)  | ⴷⴰⴷⴰ (dada), ⴱⴰⴱⴰ (vava, papa) |

 Lenguas nigero-congoleñas
| igbo     | nne          | nna           |
| mandinga | naa          | baabaa        |
| fula     | yaaye, daada | baaba         |
| suajili  | mama         | baba          |
| yoruba   | iya / mama   | bàbá / bàbà   |
| xhosa    | umama        | utata / ubawo |
| zulú     | umama        | ubaba / uyise |

 Lenguas nilo-saharianas
| luo    | mama / min | baba / wuon |
| kanuri | yâ         | bàwá        |
| zarma  | ña / ñaño  | baaba / baa |

 Macrofamilia joisán
- sandawe: "mamá" es ʔíyóó y "papá", tàtá. La palabra màmá significa "abuela".
- nama: "mamá" es ǁgûs y "papá", ǁgûb.
- san: en lenguas de los san o bosquimano, "madre" tiene unas 37 equivalencias, tales como aija, asoko, ma, mama, tai, xa, ||ke, etc. Análogamente, para "padre" están awa, ba, baba, bobo, bokangu, tata, ||kuba y muchos otros.[10]

 Austronesio
| malgache | reny / mama | dada |

## Lenguas del Asia Occidental y Asia Central
Lenguas semíticas:
| árabe  | أمي (ʼumi)   | أب (ʼab / bạbạ) |
| hebreo | אמא (ima)    | אַבָּא (abá̇)       |
| arameo | ܐܡܐ (ʔemma ) | ܐܒܐ (ʔabba)     |

En la reconstrucción del protosemítico, 'padre' sería *ʔab y 'madre' sería *ʔumm. En los tiempos de las ciudades semitas de Agadé y Ebla (2300 a. C.), estaban ʔumm y ʔab.
Lenguas indoeuropeas:
| armenio | մայր (mayr / mayrik) | հայկ (hayk / hayrik) |
| kurdo   | dayik / dê           | bav                  |
| tayiko  | мод (mod / modar)    | падар (padar)        |

Lenguas túrquicas:
| turco     | anne        | baba              |
| azerí     | anası       | dədə, ata, baba   |
| kazajo    | анам (anam) | әке (ækie, ækiem) |
| kirguís   | апам (apam) | ата (ata)         |
| turcomano | eje, еҗе    | däde, kaka        |
| uzbeko    | onam        | ota, otam         |

La palabra túrquica más común para "papá" es ata, la cual se ha encontrado incluso en las inscripciones de Orjón del siglo VIII. El sinónimo aba ha sido registrado literalmente en los idiomas chagatai, turco, azerí, turcomano, salar, tártaro, kirguís, jakasio y Altái. El turco baba podría tener la influencia del persa.
 Aislado:
| sumerio | ama | adda / abba |

## Lenguas de Asia del Sur

### Lenguas indoiranias
En hindi mamá es maan māo am'mām̐, madre mātā y papá o padre pita. Debido a préstamos del inglés, también son comunes mamma y pappa. En cingalés, la palabra original para madre era mawa (meniyande) y piya (piyanande) para padre. El uso de amma para madre y thaththaa para padre se debe a influencia de otras lenguas. En algunas zonas de Sri Lanka, en particular en la Provincia Central, se usa la palabra appachchi para padre.
| persa    | مامان (mor)   | بابا (bâbâ)          |
| pastún   | مامان (mâmân) | اب (aaba)            |
| urdu     | اممی (ammi)   | اببا (abba)          |
| hindi    | माँ (maan)      | पिता (pita), baba, bap |
| panyabí  | ਮੰਮੀ (mamī)     | ਪਿਤਾ ਜੀ (pitā jī)       |
| guyaratí | મોમ (mōma)     | પિતા (pitā)            |
| maratí   | आई (ā'ī)      | बाबा (bābā)            |
| asamés   | ma y aai      | deuta, pitai         |
| bengalí  | মা (maa)       | বাবা (baba)            |
| oriya    | ମା (mā)        | ବାପା (bāpā)            |
| konkaní  | amma, aayi    | baba, aan            |
| cingalés | අම්මා (ammā)    | තාත්තා (tāttā)          |
| nepalí   | aama          | bābu                 |

En lenguas indoiranias, 'papá' es frecuentemente baba. Así figura en las inscripciones prácritas del siglo III a. C., con una probable correspondencia con el sánscrito.
 Aislado:
| burushaski | nana / nani | tata / tati |

### Lenguas drávidas
Las lenguas como el tamil, canarés, malayalam, y Tulu tienen todas las palabras amma y appa. 
- Aunque amma y appa se usan en tulu; no son realmente palabras tulu, sino que se usan por influencia del canarés. Las palabras reales para "madre" y "padre" son appe (pronunciado ape) y amme (pronunciado amæ).
- En télugu, amma y nanna se usan para "madre" y "padre" respectivamente. Se usa también aam aam para "comida" y appa para snacks en lenguaje infantil.
- En malabar am'ma es mamá o madre y acchan para papá o padre. Los términos mama y papa se usan respectivamente para  "leche materna" y "comida infantil".
- En tamil, thaai y thanthai son palabras originales para "madre" y "padre", amma y appa aparecieron posteriormente por influencia externa. Otras palabras para 'papá' son ayya, appan, appaci, appu, attan, ammān y la formal takkappan.
- En canarés se usan thaai para "madre" y thande para "padre". Pero, al dirigirse a ellos, los nativos utilizan amma, avva o incluso abbe para "mamá" y appa o anna para "papá".

## Lenguas del Asia Oriental y Siberia

### Lenguas paleosiberianas
| ket (yeniséi) | ām                           | ōp                           |
| yukaghir      | емей (emej)                  | es'e:                        |
| chucoto       | ыммэмы (ymmemy)              | атэ (até)                    |
| nivejí        | ымк (ymk), ymka, ymyk, ymyka | ытк (ytk), ytka, ytyk, ytyka |

### Lenguas altaicas
Túrquicas:
| uigur  | ana / apa       | ata       |
| yakuto | ийэ (ijé) / iỹe | аҕа (ağa) |

Mongólicas:
| mongol  | Ээж ээ (eej ee)       | аав (aav) / эцэг (etseg)  |
| buriato | эжы (éžy) / эхэ (éhé) | аба (aba) / эсэгэ (éségé) |
| oirato  | ene, ék               | éck                       |

Tunguses:
| evenki          | эни (éni)   | амӣн (amīn) |
| manchú (o xibe) | eme / eniye | ama         |

### Coreano, japónico y ainu
| coreano    | 엄마 (eomma, ʌmma)                                             | 아빠 (appa)                                                     |
| japonés    | 母 (haha), mama, hahaue, kaachan, okaasan, ofukuro, otsukaasan | 父 o ちち (chichi), papa, poppu, toto, tousan, touchan, otousan |
| okinawense | ふぁふぁ (fafa), あんまー (anmā)                               | うしぬちー (ushinuchī)                                          |
| ainu       | ハポ (hapo)                                                    | アチャ (acha, aca)                                              |

En coreano, las palabras formales son 어머니 (eomeoni) y 아버지 (abeoji). La palabra para "padre" en japonés moderno, chichi, viene del antiguo titi. En japonés, el /mamá/ inicial de un bebé se interpreta como "comida". Por otro lado, madre es 母 (haha), mientras que mamá ママ (mama) es un término prestado porque el original es 御っ母さん (otsukaasan). Análogamente, padre es 父 (chichi), papá パパ (papa) es el préstamo y オ父サン (otousan) el término original. En proto-japonés antiguo, la palabra para "madre" sería *papa (de donde derivaría haha), aunque también figura en japonés antiguo omo y además se ha propuesto  que habría existido un proto-nipocoreano, donde 'mamá' sería *əmə.

### Lenguas sino-tibetanas
En chino mandarín, se usa 妈妈 (māma) y 爸爸 (bàba, /papa/) para "mamá" y "papá", 母亲 (mǔqīn) y 父亲 (fùqīn) — "madre" y "padre" respectivamente. A veces, en lenguaje informal, se usa mā y bà (/pa/) para abreviar (nota: el sonido f se pronunciaba bilabialmente (como p o b) en formas antiguas de chino, de ahí que se relacione fu a la palabra más común para "padre"). En birmano, los términos formales madre y padre son မိခင် (mi khin) y ဖခင် (pha khin).
| chino mandarín | 妈妈 (māma)              | 爸爸 (bàba, /papa/)      |
| chino cantonés | 媽咪 (mā mī)             | 老豆 (lǎo dòu)           |
| tibetano       | amma                     | appa                     |
| birmano        | အေမ (a mei), မေမေ (mei mei) | အေဖ (a pei), ဖေဖေ (pei pei) |

En chino arcaico (periodo entre los siglos XII a III a. C. ), se usó mama y baba. En antiguo tibetano 'papá' era pha, como figura en los anales tibetanos del siglo XI.

## Familias del Sudeste de Asia
Miao-yao o hmong-mien
| hmong   | niam | txi       |
| iu mien | ma6  | die, tie5 |

Tai-kadai
En tailandés, mæ̀ o me3e (mamá) se pronuncia con una e larga con tono descendente alto-bajo y "papá" es pho3o (con /pʰ/ aspirada).
| tailandés | แม่ (mæ̀), mā m̂ā  | พ่อ (ph̀x = /phoː/), p̀aṕā |
| laosiano  | ແມ່ (mëë, mâeae) | ພໍ່ (phöö, phɔ̂ɔ)          |

Austroasiática
El camboyano usa distintas palabras para indicar distintos niveles de respeto, entre ellas el íntimo mak/meak y pa, el de uso general mai/me y puk, y el formal madaay y ovpuk.
| vietnamita | mẹ, má            | bố, ba, cha  |
| camboyano  | ម៉ាក់ (meak)         | ឪពុក (aupouk) |
| mon        | မိ (mi), မေမေ (meme) | ta, ma       |
| santali    | enga              | baba, apa    |

Austronesia
En tagalo (Filipinas), mamá es nánay o ináy, madre iná, papá tátay y padre amá. Debido al contacto con el español y el inglés, mamá, papá, ma(m(i)), y dad [dʌd] o dádi también se utilizan. En tagalo madre/padre -na-/-ta- es análogo a los más comunes ma/pa en nasalidad/oralidad de las consonantes y punto de articulación.
| amis      | ina              | ama^                |
| tagalo    | nánay, iná       | tátay, amá          |
| cebuano   | inahan, nanay    | tatay, amahan, itay |
| malayo    | ibu, emak, induk | ayah, bapa          |
| indonesio | ibu, mama, emak  | ayah, abah, bapa    |
| javanés   | ibu, mumi        | bapak, rama, bapa   |
| iban      | inde             | apai, abá, apá      |
| buginés   | indok, ina       | ambok, ama          |

## Lenguas de Oceanía
Austronesias:
| chamorro | nana               | dad, tåtå   |
| fiyiano  | tina               | tama        |
| samoano  | tina               | tamā, matua |
| maorí    | matua, wahine, ewe | matua       |

Papúes:
| enga  | endangi, mamea | apáné, takange |
| kobon | amy            | bap            |
| sahu  | meme           | ʼbaʼba         |
| sulka | na:n           | ti:t           |

Australianas:
| arrernte       | meie     | pata |
| pitjantjatjara | ngunytju | mama |

## Lenguas de América

### Lenguas esquimo-aleutianas
| aleutiano   | anax̂   | adax   |
| yup’ik      | aana   | aata   |
| groenlandés | anaana | ataata |

### Lenguas na-dené
| dené   | ʔamá, ʔené | setá, ʔabá             |
| navajo | amá, má    | ataaʼ, azhéʼé          |
| haida  | awáa       | xáat'aa, hadáa, Gungáa |

En haida, el término que designa a "papá" o "padre" también se aplica al tío paterno y al tío político. Si un hombre se refiere a su padre o tío es Gungáa, mientras que para los de una mujer se dirá xáat'aa o hadáa.

### Lenguas amerindias
La propuesta de que las lenguas amerindias formen un grupo válido es controversial. Sin embargo, se ha propuesto que en un hipotético proto-amerindio, 'mamá' sería *nana.
Muy pocos idiomas carecen de consonantes bilabiales (principalmente se constata en las familias de lenguas iroquesas como el mohawk), el arapajó es el único idioma que carece de la vocal abierta /a/ y el quileute es el único que carece de consonantes nasales.
América septentrional:
| ojibwa   | omaamaamimaa | dede, imbaabaa |
| siux     | iná          | até            |
| mohawk   | -'nihstenha  | ahsen          |
| arapajó  | no'oo        | sonoo          |
| quileute | ká•ʔ         | ʔó•loʔ         |
| koasati  | mamma        | taata          |

Mesoamérica:
| náhuatl | nantli | tahtli             |
| mixteco | nana   | tata               |
| pipil   | naan   | tatah              |
| maya    | na’    | yuum, taat, taatáa |
| tzotzil | me7il  | totil              |
| quiché  | chuch  | qajaw              |

Sudamérica:
| guajiro   | maachon, nii    | taata                  |
| quechua   | mama, mamay     | tata, tayta, yaya      |
| aimara    | mama, taica     | auki                   |
| apalaí    | aya             | papa                   |
| asháninka | ina             | apa                    |
| ticuna    | ë, na-ë, temahe | náti, chau-náti, anatu |
| guaraní   | sy              | túva, úva, taita       |
| mapuche   | ñuke, chuchu    | chao, chau             |
| selk'nam  | m ̄á, y ̄ám       | m’ai, k’áiⁿ            |
| yagán     | tapéa           | tapóin                 |

## Reconstrucciones
Se ha propuesto algunas formas para las protolenguas: "papá" en protoafroasiático sería *ʔab, en protoindoeuropeo *appās, *attās o *tātā, protonorcaucásico *aba, protobantú *baba (aunque *tààtá para "mi padre"), prototibeto-birmano *p’a, proto-siux *(t)atí, protoatabascano *-taʔ y protoesquimal *ata o *ata-ata; mientras que  "abuelo" en protoáustrico sería *(ta)ta. Para el protouraloyucaguir se ha propuesto para "papá" *ečee y para el protoaltaico *ĕ́t`è, de donde derivaría el prototúrquico *ata y el proto-mongólico *ečige.  Por otro lado, Dolgopolsky propuso para el protonostrático *ʔaba o *apa y Greenberg *apa para el protoeuroasiático.